# Carangoides orthogrammus
Carangoides orthogrammus är en fiskart som först beskrevs av Jordan och Gilbert 1882.  Carangoides orthogrammus ingår i släktet Carangoides och familjen taggmakrillfiskar. Inga underarter finns listade.